# Guvernementet Irkutsk
Guvernementet Irkutsk, ett guvernement i asiatiska Ryssland och RSFSR, östra Sibirien, 1764–1926. 
Det var begränsat i söder av Kina (Yttre Mongoliet), i väster av Jenisejsk, i norr av Jakutsk och i öster av
Transbajkalien, varifrån det skildes av sjön
Bajkal.

## Befolkning
Det hade en yta på 726 296 km² och 514 267 invånare (1897). Större delen av befolkningen var ryssar utom omkring 120 000 burjater och 1 700
tunguser. Omkring 6 procent av befolkningen var
deporterade.

## Geografi
Landet var bergigt, med en höjd över havet på 350–900 m. På gränsen mot Kina löpte Sajanbergen, med toppar på 2 000–2 500
m höjd (den högsta toppen, Mönch saridag, 3 491 m.,
låg på mongoliskt område).
Huvudfloder var
Angara eller Övre Tunguska, som flöt igenom sjön Bajkal och liksom Nedre Tunguska mynnar ut i Jenisej, samt Lena, vilken upptar
Vitim och flera andra bifloder.
Södra delen var fruktbar och hade den bästa åkerjorden i östra Sibirien. Järnmalm förekom ganska rikligt, kollager huvudsakligen i Angaras
floddal; grafit bearbetades på flera ställen liksom saltkällorna; guld utvanns i Birjusas dal (i västligaste delen).

## Näringsliv
Industrin, som hade sitt säte huvudsakligen i staden Irkutsk, omfattade brännvinsbränning, järngjuteri, saltsjuderi samt tillverkning av lerkärl, glas och porslin. 1893
fanns 135 verk med ett produktionsvärde av över
2,8 miljoner rubel.
Handeln var betydlig, då den stora vägen Moskva–Kjachta och senare den transsibiriska järnvägen gå genom Irkutsk. Jordbruket var statt i tillväxt. Största delen av landet var dock skogbevuxen. Ursprungsbefolkningen idkade mest boskapsskötsel. Även jakt och fiske var avsevärda inkomstkällor. 
- Wikimedia Commons har media som rör Guvernementet Irkutsk.

## Källa
Den här artikeln är helt eller delvis baserad på material från Nordisk familjebok, Irkutsk, 1904–1926.